# Чеченская конная дивизия
Чеченская конная дивизия — национальное кавалерийское соединение в составе Вооружённых Сил Юга России и Русской армии генерала П. Н. Врангеля.

## История
Производимые генералом [В.П.] Ляховым терские и горские формирования к 3 февраля [1919 г.] представляют следующее:
[..]

14). В проекте сформирование в будущем Чеченской конной дивизии, Чеченской пешей бригады, Дагестанской конной дивизии, Дагестанской пешей бригады.— Записка генерал-лейтенанта Я.Д. Юзефовича начальнику штаба главнокомандующего ВСЮР. 05.02.1919 г.
В начале апреля 1919 года ударная группа под командованием генерала Д. П. Драценко в ходе наступления на селение Алхан-Юрт разгромила чеченские отряды и добилась значительных стратегических успехов. 5 апреля Алхан-Юрт был взят и сожжён. Чеченское население было вынуждено присылать к новым властям депутацию с изъявлением покорности, после чего началась мобилизация чеченцев в Белую армию. 9 апреля Верховным правителем Чечни на общем сходе был избран генерал Э. Алиев, который уже 11 апреля был назначен помощником главноначальствующего и командующего войсками Терско-Дагестанского края генерала В. П. Ляхова.
11 апреля 1919 года было принято решение о формировании Чеченской конной дивизии, командиром которой 12 апреля был назначен полковник Н. Ф. О’Рем. В г. Грозном был сформирован Чеченский конный полк. Формирование дивизии продолжилось в Святом Кресте. 12 июня из г. Величавого Чеченская конная дивизия в составе трёх полков (четвёртый находился в стадии формирования), вошедшая в группу войск генерала Драценко, выступила в Степной Астраханский поход. 13 июня 1919 года начальником дивизии был назначен генерал А. П. Ревишин.
Во второй половине июля дивизия переведена в Ставрополь, c 28 сентября по 20 декабря принимала участие в боях с Махно в составе группы войск особого назначения, с 1 января 1920 года — в обороне Крыма. В марте 1920 года дивизия была расформирована (приказ по Чеченской конной дивизии № 23 от 15 марта 1920 года), и на её основе была создана отдельная Крымская конная бригада.

## Состав

### На 12 июня 1919 года
- 1-я бригада
  - 1-й Чеченский полк
  - 3-й Чеченский полк
- 2-я бригада
  - 2-й Чеченский полк
  - 4-й Чеченский полк (в стадии формирования)

## Командование
Офицерские кадры Чеченской конной дивизии по национальному составу сильно отличались от других горских подразделений. Офицеры-«туземцы» составляли здесь меньшинство командного состава, так как чеченские полки не имели своих национальных офицерских кадров. Чеченцами командовали полковники И. М. Кучевский, Н. Ф. О'Рем, А. П. Ревишин и др.— С. Г. Шилова. Командный состав горских частей армии Юга России // Вестник ПСТГУ, 2010. Вып. 4 (37). С. 11
- Начальники дивизии
  - 11.04.1919-13.05.1919 — полковник О’Рем, Николай Фердинандович
  - 13.06.1919-xx.02.1920 — генерал-майор Ревишин, Александр Петрович
  - 25.02.1920-01.03.1920 — полковник Попов, Николай Александрович
- Начальники штаба
  - на 05.1919 — полковник Вельтищев, Александр Иванович
  - xx.01.1920-xx.03.1920 — полковник Дементьев, Генрих Игнатьевич
- Командиры бригад
  - 1-й бригады
    - 13.06.1919-хх.03.1920 — полковник О'Рем, Николай Фердинандович

  - 2-й бригады
    - xx.xx.1919-13.06.1919 — генерал-майор Ревишин, Александр Петрович
- Командиры полков
  - 1-го Чеченского полка
    - хх.хх.1919-19.06.1919 — полковник Стреха
    - 19.06.1919-хх.хх.1919 — врид полковник Невзоров, Алексей Сергеевич
    - 30.09.1919-хх.хх.хххх — полковник Кучевский, Иван Мартынович

  - 2-го Чеченского полка
    - полковник Флерин, Николай Николаевич
    - хх.09.1919-хх.10.1919 — полковник Рыбасов, Александр Павлович

  - 3-го Чеченского полка
    - полковник Борисов, Александр Григорьевич

  - 4-го Чеченского полка
    - xx.xx.xxxx-xx.03.1920 — ротмистр Тарасевич, Игнатий Николаевич